# Blackfordia virginica
Blackfordia virginica (Mayer 1910) es un hidrozoo con una etapa de medusa planctónica conspicua y una pequeña y breve etapa pólipo. Existe cierto desacuerdo respecto a la procedencia de esta especie, pero la hipótesis más aceptada sitúa su origen en el Mar Negro. Se trata de una especie con potencial invasor que ha sido introducida en Europa, el Mar Caspio, Sudáfrica, México, América del Sur, China, India y las costas este y oeste de los Estados Unidos. Los pólipos de B. virginica solo han sido hallados en hábitats estuariales, pero las formas de medusas también se han encontrado en aguas abiertas. Los pólipos crecen en la vegetación acuática y en la parte inferior de sustratos duros. La etapa medusa de esta especie tiene el potencial de alterar las redes tróficas planctónicas a través de la depredación del zooplancton; sin embargo, aún no se ha determinado con certeza el alcance  de sus impactos.

## Descripción

### Forma Pólipo
Las colonias de hidroides de Blackfordia virginica son rastreras y surgen de un estolón. Los tallos están ocasionalmente ramificados y pueden llevar 2-3 hidrotecas en cada tallo. El tallo y el tallo inferior a veces tienen constricciones anulares débiles (anillos). Las hidrotecas son cilíndricas, elevándose verticalmente por encima del tallo. La hidroteca se ensancha bruscamente desde el tallo y está separada de él por un diafragma. La boca de la hidroteca puede estar cerrada por un opérculo, que consiste en numerosas aletas triangulares que se unen centralmente y que no tienen una demarcación clara del margen hidrotecal. La altura de la hidroteca sin el tallo es de 0,4-0,5 mm, mientras que las gonotecas son de aproximadamente 0,45 mm. La altura total del hidroide es de aproximadamente 1-2 mm. Los pólipos tienden a crecer en la vegetación acuática, en las conchas de los percebes y en la parte inferior de los sustratos duros .

### Forma Medusa

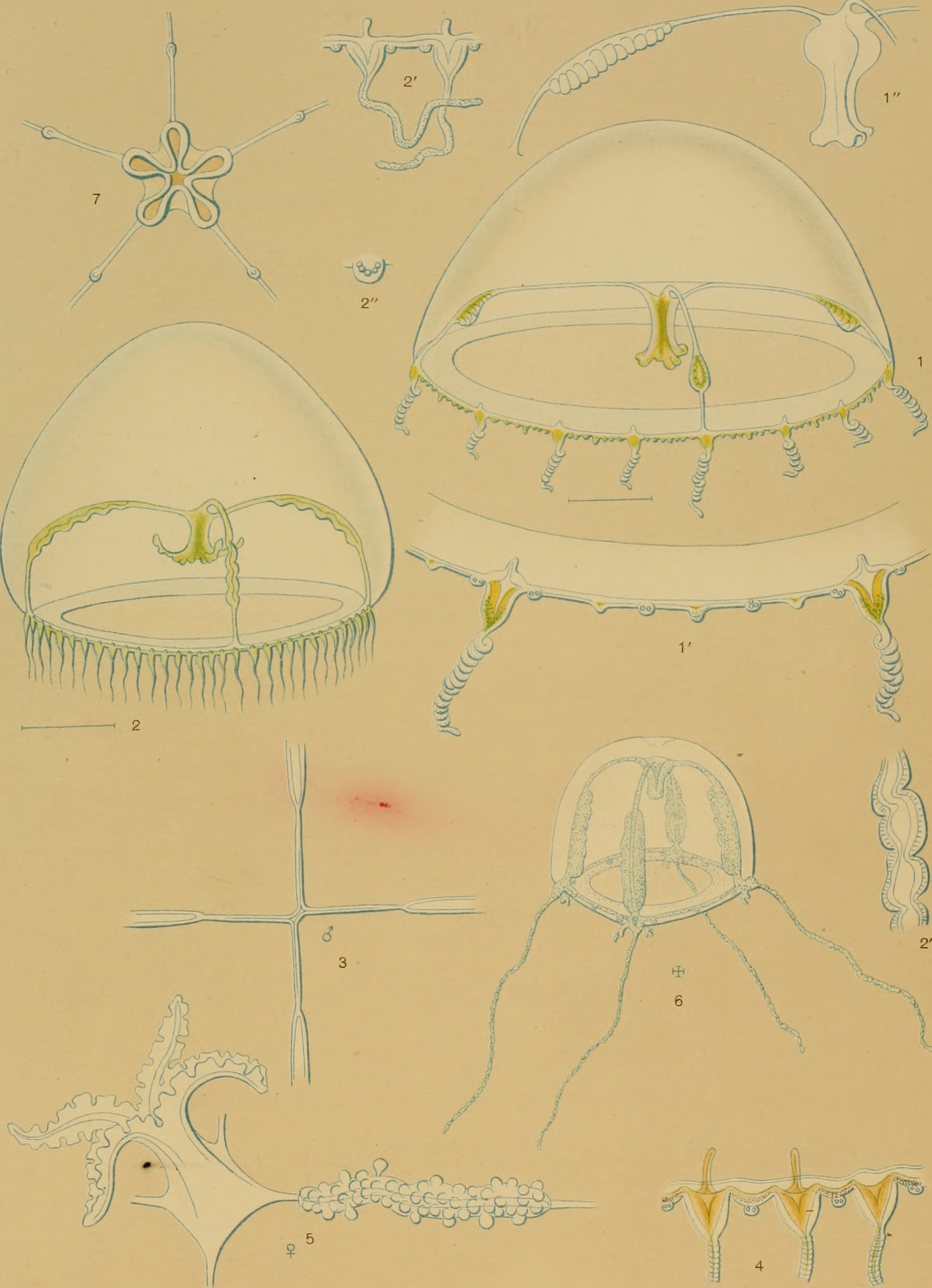
Las figuras 2 a 5 corresponden a imágenes de la descripción original de Blackfordia virginica (Mayer 1910)

La medusa de B. virginica tiene forma de cúpula con su ápice redondeado. La gelatina de la campana es espesa y compone casi la mitad de la altura de la campana. Por lo general, hay cuatro canales radiales y un canal anular prominente alrededor de la base de la campana. El margen de la campana tiene un velo delgado, que cubre aproximadamente el 10-25% de la abertura de la campana. Las gónadas se extienden desde el manubrio a lo largo de los canales radiales, y cubren hasta aproximadamente 2/3 de su longitud. En las hembras, las gónadas son granulares y contienen huevos visibles, mientras que en los machos son lineales y homogéneas. La medusa tiene un manubrio estrecho y corto. Hay entre 50 y 142 tentáculos marginales, y entre las raíces de los tentáculos hay estatocistos marginales. Las medusas maduras miden 4-22 mm (rara vez exceden los 14-15 mm) de diámetro y alrededor de 3-7 mm de altura.
Invación
La medusa Blackfordia virginica se empezó a estudiar en 2006 por su repentina aparición en el Río de La Plata|. Esta especie fue trasladada desde el Mar Negro y Mar Azov, incrustadas en los cascos o en el agua de lastre como ha pasado con otras especies como el mejillón dorado o el mejillón cebra.  B. virginiana no se considera peligrosa por su reciente descubrimiento, pero en el último estudios realizado se han encontrado alrededor de 5.000 individuos por muestra estos ambos sexos y diferente tamaño y alrededor de 1500 crías por muestra, por el momento no se puede determinar si es una invasión exitosa, ya que el Río de la Plata cuenta con un gran tráfico marítimo y, se suele esperar que gran cantidad de especie sean inyectadas en estas aguas. En las costas templadas  Estados Unidos  esta misma especie es considerada una invasión peligrosa ya que estas medusas se alimentan de zooplancton y huevos de peces  lo cual genera un empobrecimiento del zooplancton que perjudica la alimentación de las especies nativas. B. virginica habitante del Río de la Plata muestra algunas diferencias a las medusas de su hábitat natural , estas se caracterizaron por tener un diámetro de campana que oscilaba entre 2-10 mm, más alto que semiesférico, Casi el 60 % de las muestras medidas mostraron gónadas lineales que se extendían desde las esquinas hasta el manubrio hasta algo más de la mitad de la longitud de los canales radiales y los rodeaban. 